# Compact PCI
Compact PCI Ett PCI-baserat byggsätt för industridatorer. Elektriskt sett är det ett PCI-bakplan med 3U (100×160 mm) eller 6U (160×233 mm) stora kort.
Ett typiskt system kan innehålla upp till 8 stycken kort i samma bakplan. 